# John Shaft
Pour les articles homonymes, voir Shaft.
John Shaft est un détective privé de fiction créé par l'écrivain Ernest Tidyman dans le roman Shaft, publié en 1970 aux États-Unis.

## Œuvres où le personnage apparaît

### Romans
- Shaft (1970)
- Shaft Among the Jews (1972)
- Shaft's Big Score (1972)
- Shaft Has a Ball (1973)
- Goodbye, Mr. Shaft (1973)
- Shaft's Carnival of Killers (1974)
- The Last Shaft (1975)

### Films
- 1971 : Les Nuits rouges de Harlem (Shaft) de Gordon Parks, interprété par Richard Roundtree
- 1972 : Les Nouveaux Exploits de Shaft (Shaft's Big Score!) de Gordon Parks, interprété par Richard Roundtree
- 1973 : Shaft contre les trafiquants d'hommes (Shaft in Africa) de John Guillermin, interprété par Richard Roundtree
- 2000 : Shaft de John Singleton, interprété par Samuel L. Jackson
- 2019 : Shaft de Tim Story, interprété par Samuel L. Jackson

### Série télévisée

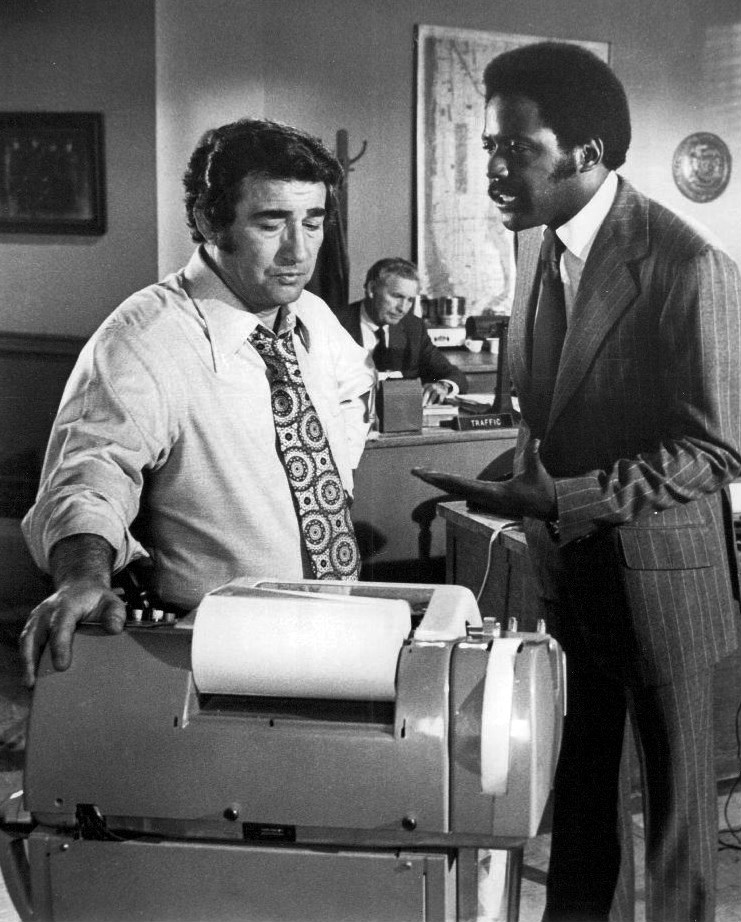
Ed Barth (Al Rossi) et Richard Roundtree (John Shaft) dans l'épisode The Killing de la série télévisée

- 1973-1974 : Shaft (7 épisodes), interprété par Richard Roundtree

#### Saison 1 (1973)
1. Les Justiciers (The Enforcers)
2. Le Meurtre (The Killing)
3. Délit de Fuite (Hit-Run)
4. L'Enlèvement (The Kidnapping)
5. L'Injustice (Cop Killer)
6. L'Affaire Capricorne (The Capricorn Murders)
7. La Machine à Tuer (The Murder Machine)

## Héritage
Dans la série Le Prince de Bel-Air, Will Smith le cite souvent comme l'un de ses personnages de cinéma préférés.
En 1992, le groupe The Dead Milkmen sort la chanson Shaft in Greenland sur son album Soul Rotation.
En 2000, le personnage est parodié par Geena Davis pour la promotion de La Famille de mes rêves.
Black Dynamite est un film américain de Scott Sanders sorti en 2009 dans lequel Michael Jai White incarne un personnage dans le pur style de la blaxploitation.
En 2012, Quentin Tarantino a révélé que le personnage de son film Django Unchained, Broomhilda, était l'ancêtre de John Shaft,.